# Miturga lineata
Miturga lineata là một loài nhện trong họ Miturgidae.
Loài này thuộc chi Miturga. Miturga lineata được Tord Tamerlan Teodor Thorell miêu tả năm 1870.